# American Bankers Association
Die American Bankers Association (ABA) ist ein Bankenfachverband in den Vereinigten Staaten und wurde im Jahr 1875 gegründet. Sie vertritt Banken und bietet  Produkte und Dienstleistungen für ihre Mitglieder in Bereichen wie Personal Training, Versicherung, Kapitalmanagement, Vermögensverwaltung, Risiko-/ Compliance und Beratung.
Sitz ist Washington, D.C.